# Maiolica habana

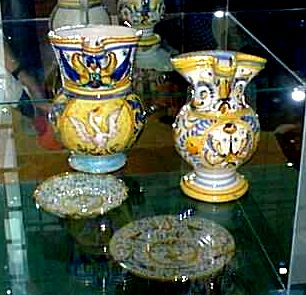
Esempi di maiolica habana

Maiolica habana (in slovacco: habánska fajansa o habánska majolika) o ceramica habana (in slovacco: habánska keramika) è la denominazione complessiva per la produzione di maiolica nel territorio degli attuali stati di Slovacchia, Repubblica Ceca, Austria e Russia fabbricata nell'ambito e secondo la tradizione degli habani, una minoranza religiosa di origine germanica che vi risiedette dal XV secolo fino all'inizio del XX secolo. In Slovacchia, gli habani giunsero nel XVI secolo e si stabilirono in Slovacchia occidentale. Qui incisero sullo sviluppo della fabbricazione di ceramica. Concorsero al miglioramento della qualità dei manufatti con l'introduzione dell'innovazione dello smalto opaco bianco a base di piombo e stagno e con i loro disegni tradizionali. Questo tipo di ceramica era caratterizzata dai colori giallo, verde, viola e blu, con il nero che accentuava i contorni. Tipicamente, non usavano affatto il rosso, per motivi religioso-filosofici.

## Maiolica habana in Slovacchia

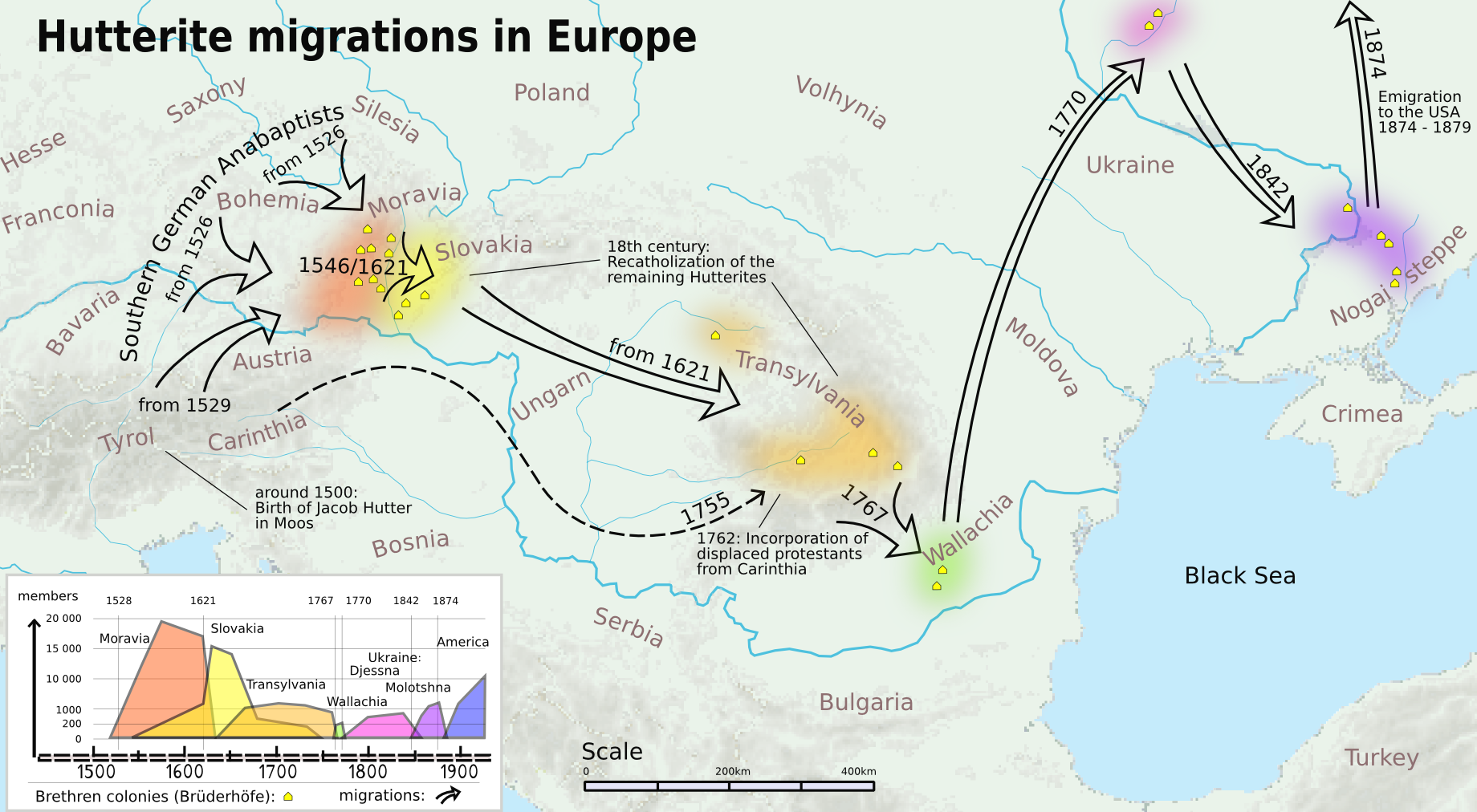
La migrazione e la presenza degli habani in Europa coincidono approssimativamente con la diffusione della maiolica habana.

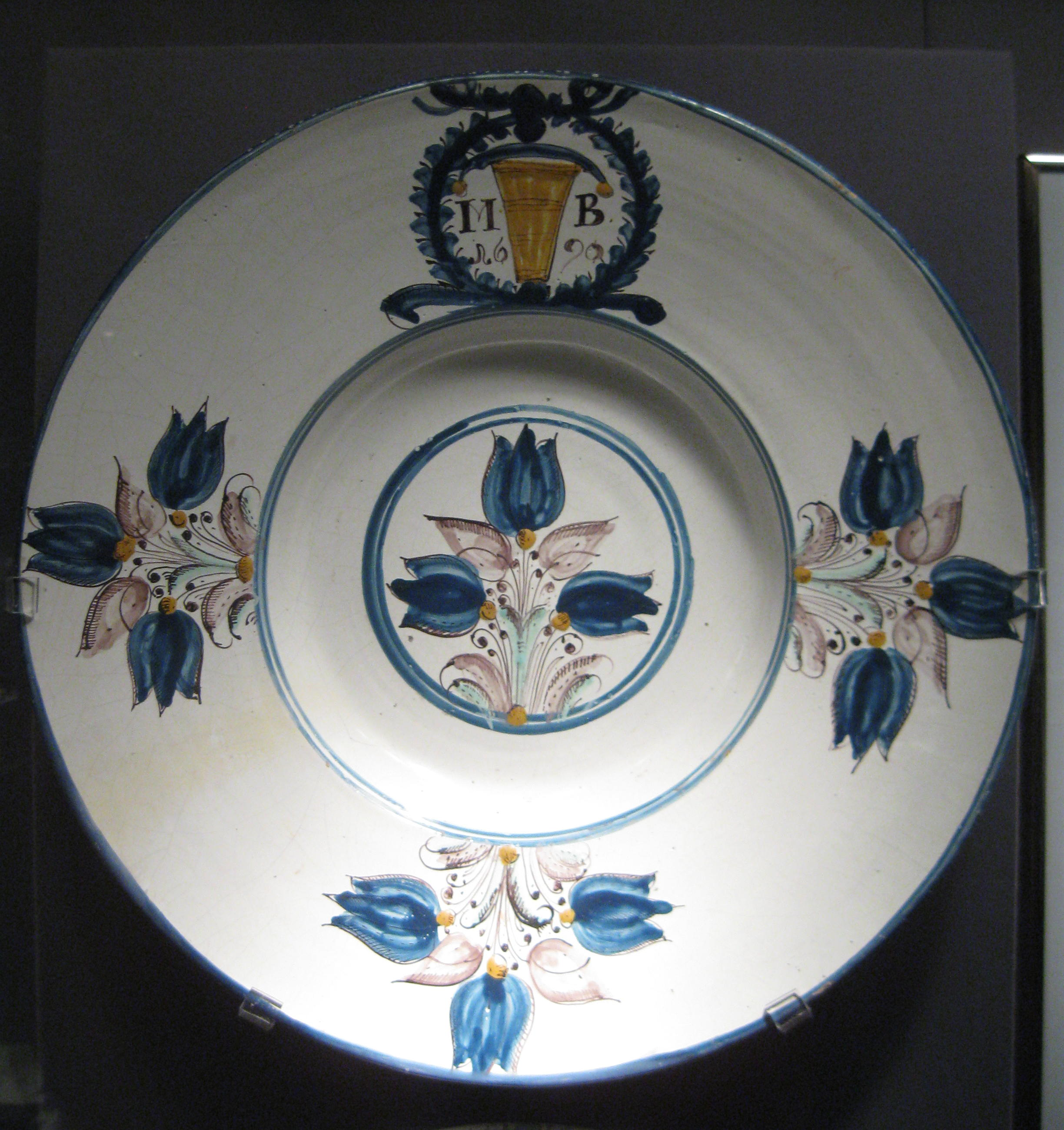
Ceramica habana, risalente al 1690, esposta al Museo UBC di antropologia di Vancouver.

I manufatti più antichi di maiolica habana in Slovacchia risalgono al XVI secolo, a cui appartiene anche la produzione di piastrelle ceramiche smaltate necessarie per la costruzione di forni.
Negli anni settanta del XVII secolo, c'erano sette comunità habane. Erano a Sobotište, Dechtice, Veľké Leváre, Moravský Svätý Ján, Košolná, Malacky, Častá e Brodské. A poco a poco si stabilirono anche a Horné Orešany, Kúty, Gbely, Šaštín, Holíč, Senica, Chtelnica, Dobrá Voda, Soblahov, Čachtice e Trenčín. Nella stessa zona
si sviluppò la produzione della maiolica habana. La sua decorazione fu regolamentata dalle norme del 1612 con la proibizione dei motivi di animali, figure umane e scherzi. Gli habani portarono nella Slovacchia occidentale una produzione perfezionata di ceramiche, che avevano appreso nei laboratori dei produttori di maiolica di Faenza.
Nel XVII secolo ebbe termine il regime della proprietà collettiva della comunità habana, anche sotto la pressione della ricattolicizzazione forzata. Pertanto, i laboratori passarono alla proprietà privata delle singole famiglie degli habani.
Durante questo periodo, compare la maiolica habana ricoperta di smalto bianco di alta qualità e decorata a quattro colori: blu, giallo, verde e manganese. Dalla seconda metà del XVII secolo furono utilizzati anche smalti blu scuro, grigio-blu e gialli, e successivamente anche quelli marmorizzati.
Nell'ultimo terzo del XVII secolo, dopo il viaggio degli habani nei Paesi Bassi, si nota l'innovazione nei disegni. Si cominciano a dipingere maioliche bianco-blu, che imitano la porcellana cinese. Si importano i caratteri della maiolica olandese di Delft, paesaggi cinesi, architettura, uccelli e piante. Durante questo periodo compaiono nella produzione degli habani anche motivi della maiolica turca come tulipani, chiodi di garofano, mughetti e bacche. Questi disegni esotici furono adottati per tutto il XVIII secolo.
Dalla seconda metà del XVIII secolo l'influenza dell'ambiente slovacco è stata notevole. Iniziarono ad essere impiegati motivi agricoli, scene tratte dalle storie di santi e patroni. La maiolica habana si avvia verso un processo di popolarizzazione. L'apertura di nuovi laboratori a Stupava, Suchá nad Parnou, Modra e Boleráz ebbe un impatto significativo sullo stile folcloristico della maiolica. Importante in termini di volume di produzione fu la prima manifattura austro-ungarica a Holíč, fondata da Francesco I nel 1743.
Nel XIX secolo, la maiolica habana fu finalmente impiegata dagli artigiani slovacchi. Questi cercavano di soddisfare le esigenze estetiche della più ampia gamma possibile di consumatori. A causa della crescente pressione competitiva delle ceramiche industriali, il livello artistico iniziò rapidamente a decrescere a vantaggio della velocità di produzione. La maiolica perse alcuni colori, la decorazione fu semplificato, ma molti laboratori furono costretti a chiudere.
La decorazione habana tuttavia continuò anche dopo che gli habani furono espulsi dalla Cecoslovacchia dopo la Seconda guerra mondiale e dopo la completa assimilazione con la popolazione circostante (slovacchizzazione). La produzione di maioliche di Modra, che incorporava disegni e una combinazione di colori tipicamente habane, fu arricchita dall'introduzione della tecnica della vetrina.
La vicenda degli habani è trattata in dettaglio nel libro Habáni na Slovensku ("Habani in Slovacchia") di František Kalesný.

## Ceramisti celebri
- Heřman Landsfeld (1899-1986), ceramista e collezionista
- Ferdiš Kostka (1878-1951), ceramista
- Ignác Bizmayer (1922-2019), ceramista